# 시코쓰토야 국립공원

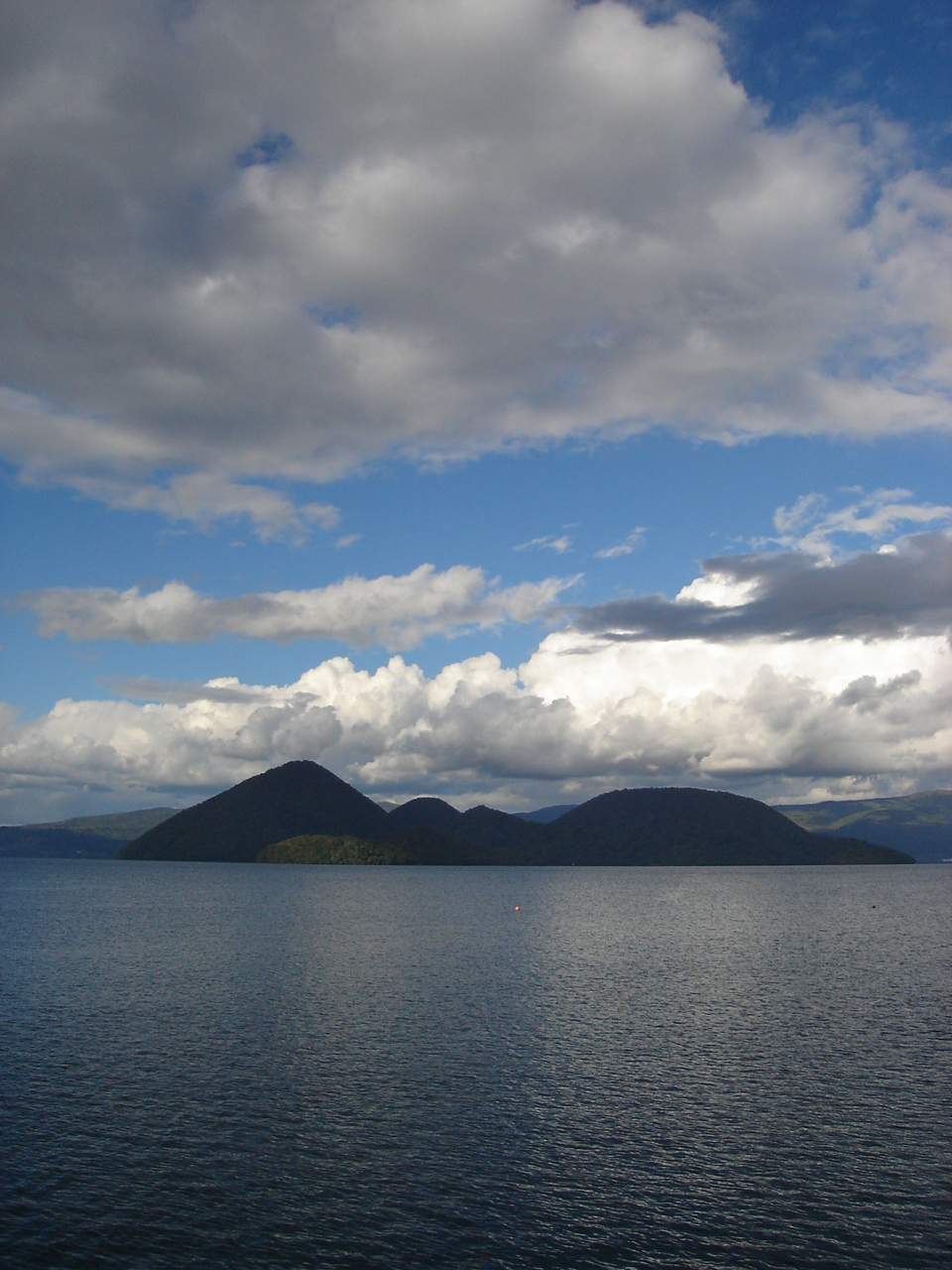
도야 호

시코쓰토야 국립공원(支笏洞爺国立公園)은 일본 홋카이도 서부에 있는 국립공원이다. 호수와 화산, 온천이 많은 것이 특징이다. 1949년 5월 16일에 국립공원으로 지정되었다. 면적은 994.73km2이다.
크게 5개의 지역으로 나눌 수 있다.
- 요테이 산 : 요테이 산
- 도야 호 : 도야호, 우스 산, 쇼와신 산
- 노보리베쓰 : 노보리베쓰 온천, 오로후레 고개, 굿타라 호
- 시코쓰 호 : 시코쓰호, 다루마에 산, 훗푸시 산, 에니와 산
- 조잔 계곡 : 조잔 계곡, 도요히라 협곡, 나카야마 고개

|  |  |  |